# Правозахисний центр «Вясна»
Правозахисний центр «Вясна» (біл. Праваабарончы цэнтр «Вясна») — білоруський правозахисний центр.

## Історія
1997 року правозахисний центр «Вясна» був зареєстрований як Мінська міська організація (під назвою «біл. Вясна-96»; назва пов'язана з протестами 1996–97 років). 1999 року — як республіканське правозахисне громадське об'єднання.
У жовтні 2003 року центр було ліквідовано рішенням Верховного суду Білорусі, причиною стала участь членів організації в спостереженні за президентськими виборами 2001 року.
6 березня 2004 року центр було прийнято у Міжнародну федерацію прав людини.
24 червня 2007 року Комітет з прав людини ООН визнав, що, ліквідувавши правозахисний центр «Вясна», білоруська влада порушила пункт 1 статті 22 Міжнародного пакту про громадянські та політичні права. Однак в самому Мінську це рішення проігнорували, висловивши думку, що міркування КПЛ ООН є лише рекомендаційними.
Спроби зареєструвати «Вясну» знову не увінчалися успіхом. КПЛ ООН визнав усі три відмови в реєстрації як порушення Білоруссю ст. 22 Міжнародного Пакту про громадянські та політичні права. Після третьої відмови в реєстрації члени Ради організації заявили про припинення подальших спроб реєстрації продовження діяльності без державної реєстрації.
У 2011 році Генеральна прокуратура Білорусі за підписом Генерального прокурора Григорія Василевича винесла голові «Вясни» Олесю Біляцькому попередження про неприпустимість здійснення діяльності від імені незареєстрованої організації і про можливе притягнення до кримінальної відповідальності за ст. 193.1 КК Білорусі в разі продовження такої діяльності. Постанову було оскаржено, але залишено в силі районним судом в червні 2011 року. Комісар Ради Європи з прав людини Томас Гаммарберґ згадав у своїй заяві про переслідування правозахисників у Білорусі та обшук в приміщеннях «Вясни». Того ж року організація отримала символічну премію Свободи від Атлантичної ради США.
Восени 2020 року організація та Олесь Біляцький стали лауреатами премії «За правильний спосіб життя». У липні 2021 року центр був удостоєний премії імені Маріон Денгофф.
31 грудня 2021 року Гомельський суд Чигуначненського району Білорусі назвав матеріали Telegram-каналу «Вясна» екстремістськими. В серпні 2023 року білоруська влада оголосила «Весну» екстремістським формуванням. Участь у діяльності екстремістського формування за білоруськими законами є кримінальним злочином.

### Репресії (2020–2023)
У період з вересня 2020 по січень 2021 року були заарештовані активісти «Вясни»: Марфа Рабкова, Леонід Судаленко, Тетяна Ласиця, Андрій Чепюк. Визнані політичними в'язнями, вони отримали премію «Людина людині», нагороду в області прав людини, за 2020 рік. В рамках погрому громадських організацій в липні 2021 року пройшли обшуки в центрі і приміщеннях правозахисників, затримані майже всі представники «Вясни», які на той момент були в Білорусі, зокрема Олесь Біляцький. Заарештовані у кримінальних справах про підготовку масових заворушень і несплаті податків активісти були визнані політичними в'язнями.
3 березня 2023 року Верховний суд Білорусі позбавив волі активістів організації: Олеся Біляцького (10 років), Валентина Стефановича (9 років), Дмитра Соловйова (8 років) та Володимира Лабковича (7 років).